# سون‌وو سون
سون‌وو سون (کره‌ای: 선우선؛ انگلیسی: Sunwoo Sun؛ زادهٔ جونگ یو-جین در ۲۱ مارس ۱۹۷۵) بازیگر اهل کره جنوبی است. او حرفهٔ بازیگری خود را در سال ۲۰۰۳ آغاز کرد اما در سال ۲۰۰۹ و به خاطر بازی در درام کره‌ای همسر من بی‌نظیره به شهرت رسید. از دیگر فیلم‌ها و مجموعه‌های تلویزیونی قابل توجه او می‌توان به پارتنر جدید من (۲۰۰۸)، لاک پشت آبی دونده (۲۰۰۹) و آیا کریسمس برف می‌بارد؟ (۲۰۰۹) اشاره کرد.

## فیلم‌شناسی

### مجموعه تلویزیونی
| سال  | عنوان                  | نقش          | شبکه    |
| ---- | ---------------------- | ------------ | ------- |
| ۲۰۰۴ | عشق ممنوعه             | بادیگارد     | کی‌بی‌اس۲ |
| ۲۰۰۹ | همسر من بی‌نظیره        | اون سو هیون  | ام‌بی‌سی  |
| ۲۰۰۹ | آیا کریسمس برف می‌بارد؟ | لی وو جونگ   | اس‌بی‌اس  |
| ۲۰۱۰ | دراما سیتی «زن همسایه» | می جو        | کی‌بی‌اس۲ |
| ۲۰۱۱ | دایره جنایی            | جین می سوک   | کی‌بی‌اس۲ |
| ۲۰۱۳ | میراث صد ساله          | اوم کی اوک   | ام‌بی‌سی  |
| ۲۰۱۸ | عشق خطرناک             | جانگ جی یونگ | ام‌بی‌سی  |